# Exèrcit Islàmic Unit d'Alliberament de Manipur
L'Exèrcit Islàmic Unit d'Alliberament de Manipur (UILA) és la branca militar del Front Unit Islàmic d'Alliberament de Manipur i del Front Islàmic Revolucionari de Manipur. Els militars dependents d'aquest grup formen una unitat en el si de l'organització, anomenada Exèrcit Islàmic Unit Revolucionari de Manipur.
Té la seva base principal a Khergaon i una altra a Babupara a la vall d'Imphal; altres bases són a Bandazar a Quakta, Tarf-e-Lahambi, Dimapur, Silchar i Khowal.